# Mélamine désaminase
La mélamine désaminase, ou amméline aminohydrolase, est une hydrolase qui catalyse les réactions :
mélamine + H2O  {\displaystyle \rightleftharpoons }  amméline + NH3 ;
amméline + H2O  {\displaystyle \rightleftharpoons }  ammélide + NH3.
Dans le cas de la souche ADP de Pseudomonas, cette enzyme a une séquence identique à 98 % à celle de l'atrazine chlorohydrolase : les deux protéines sont constituées de 475 résidus d'acides aminés chacune, dont neuf seulement sont différents ; ces deux molécules catalysent cependant des réactions différentes.
La mélamine désaminase est également susceptible de désaminer la 2-chloro-4,6-diamino-s-triazine (CAAT), un métabolite de la dégradation de l'atrazine dans le sol.